# 이홍규
이홍규(李弘圭, 1905년 5월 10일 ~ 2002년 10월 31일, 일본식 이름: 마루야마 아키오, 丸山晃生)는 일제강점기와 대한민국의 법조인이다. 충남 예산 출신.

## 생애
1905년(광무 9) 대한제국 충남 예산군 예산읍 예산리에서 이용균(李容均)과 밀양박씨 사이의 8남매 중 셋째 아들로 태어났으며 바로 위의 형이 이태규이다. 예산소학교, 1925년 경성제일고등보통학교를 졸업하고, 1929년 경성법학전문학교를 졸업하였다. 1931년 황해도 서흥지청의 검찰서기로 임용됐다. 일제강점기 검찰서기로 재직하다 서울지방검찰청 검사로 임용되어 1945년 12월 20일 광주지방법원 순천지청 검사를 역임했다. 광주지법 순천지청 검사 재직 중이던 1946년 12월 한민당 전남도지구당 위원장을 기소했고, 1949년 12월에는 독직 의혹이 있던 평북 월남민 목사 출신 충청북도지사를 구속했다. 
서울지검 겸사 재직 중 현직검사로서는 한국 역사상 처음으로 구속됐다가 무혐의로 풀려났다. 이때 심적인 갈등을 겪고 있을때 윤형중 신부의 권고로 가톨릭에 입교하게 되었다. 51년 부산 중앙성당에서 장병룡 신부로부터 세례를 받았으며(세례명 요셉),  대부가 정치인 장면이었다.
1957년 서울고등검찰청 검사를 거쳐 1960년 법무부 교정국장 겸 대검찰청 검사를 하다가 1961년 8월 12일부터 1962년 4월 10일까지 광주지방검찰청 검사장을 거쳐 1962년 대검찰청 검사에 복귀하였다. 1965년 퇴직하여 변호사를 개업하여 평화합동법률사무소 대표를 역임했다. 묘소는 충청남도 예산군 예산읍 산성리 산 111-5번지 선영 내에 있다.

## 가족 관계
- 부친: 이용균
- 형: 이태규(李泰圭, 1902년 1월 26일 ~ 1992년 10월 26일) 이론화학자.
- 아내: 김사순(김삼순과 자매)
- 첫째 아들: 이회정(李會正) 뉴욕 마운트사이나이 의대 교수
- 둘째 아들: 이회창(李會昌, 1935년 황해도 서흥 ~ ) 정치인
- 딸: 이회영(李會英)
- 딸: 이회윤(李會允, 주부)
- 셋째 아들: 이회성(李會晟, 계명대 교수)
- 넷째 아들: 이회경(李會京, KAIST 테크노경영대 교수)

## 그외 일화
- 6.25 전쟁 직전 이회창 총리가 당시 경기중 4학년에 재학하고 있을 때 서울지방검찰청 검사였던 이홍규 검사는 자유당 간부의 청탁을 거절했다가 밉게 보여 한국 전쟁 무렵 곤욕을 치르게 된다. 이홍규 검사는 6.25 전쟁 당시 '남로당원을 무혐의로 풀어 줬다'는 이유로 수갑이 채워진 채 연행되는 장면을 목격했다.[2] 아버지가 끌려가는 직접 목격한 뒤 이회창 총리는 충격에 빠져 방황하기도 했다. 그러나 이홍규 검사는 당시 주미대사였던 장면 부통령의 도움으로 곧 풀려났다.[2]

## 참고 자료
- 로앤비 법조인찾기
- <이회창 누구인가… ⑵ 친인척> 政·官·財·법조계 망라 [국민일보] 2002-05-09
- 《조선일보》2005.10.24.
- 이회창 공식 팬클럽 창사랑 프로필